# Розен, Пинхас
Пинхас Розен (ивр. פנחס רוזן‎ урожд. Феликс Розенблют (ивр. פליכס רוזנבליט‎) 1 мая 1887 года, Берлин, Германия — 3 мая 1978, Тель-Авив, Израиль) — израильский общественный и политический деятель, первый министр юстиции Израиля, член кнессета с первого по шестой созыв. 14 мая 1948 года Розен стал одним из подписавших Декларацию независимости Израиля.

## Биография
Родился в богатой, религиозной, неоортодоксальной семье Фанни и Шалома Розенблютов. С 18 лет он изучал право в университетах Берлина и Фрайбурга, где в 1908 году получил степень доктора. Также Розен участвовал в создании Союза еврейских студентов поддерживающего сионизм. Во время Первой мировой войны Розен служил в германской армии, где дослужился до звания офицера и после этого вышел в отставку. С 1920 по 1923 год он занимал пост председателя Сионистской Федерации Германии. В 1923 году Розен поселился в Эрец-Исраэль, где и прожил до 1925 года, после этого он переехал жить в Лондон, где входил в состав руководства Всемирной сионистской организации, работал в тесном сотрудничестве с её исполнительным директором Хаимом Вейцманом в организационном отделе.
В 1931 году он вернулся в Эрец-Исраэль и начал заниматься адвокатской практикой и политической деятельностью. Когда к власти в Германии пришли нацисты, Розен стал инициатором и одним из первых руководителей «Объединения выходцев из Германии и Австрии в Эрец-Исраэль». В период с 1935 по 1948 год он был одним из членов Городского совета Тель-Авива. С 1942 года Пинхас Розен лидер партии Алия ха-хадаша. В 1948 году Пинхас Розен стал одним из подписавших Декларацию независимости Израиля, одним из разработчиков которой являлся. Под Декларацией независимости стоит подпись Феликса Розенблюта, однако позже он ивритизировал своё имя и стал Пинхасом Розеном.
После провозглашения независимости Израиля, был одним из основателей Прогрессивной партии возникшей в результате слияния партии Алия ха-хадаша с рядом сионистских движений. Будучи депутатом от этой паритии, Розен занял пост министра юстиции Израиля во временном правительстве молодого государства.
В 1961 году стал основателем Либеральной партии Израиля и был в числе её лидеров до 1965 года. Партия была создана 8 мая 1961 года, к концу работы Кнессета 4-го созыва, в результате слияния «Партии общих сионистов» и лево-либеральной «Прогрессивной партии», суммарно имевших 14 мест в кнессете. Досрочные выборы были назначены на август 1961 года после того, как кнессетом был принят вотум недоверия правительству в связи с делом Лавона, поданным партиями «Общих сионистов» и «Херут».
В 1965 году руководство либералов и политического движения «Херут» провело совещания по поводу возможного объединения. Семь депутатов, в основном от бывшей «Прогрессивной партии», не согласились объединяться и Розен создал 16 марта 1965 года новую партию «Независимых либералов». 25 мая 1965 года оставшаяся часть либеральной партии объединилась с «Херутом» в блок «ГАХАЛ» под руководством Менахема Бегина, хотя обе стороны продолжали функционировать до конца периода работы кнессета как независимые фракции.
В должности министра юстиции заслужил всемерную поддержку и признание от деятелей со всех концов политического спектра Израиля.
1973 году он был удостоен Государственной премии Израиля в области юриспруденции.
Был похоронен на маленьком старом кладбище в районе Гуш-Дан.

## Деятельность в Кнессете
- Кнессет первого созыва: с 14 февраля 1949 года по 20 августа 1951 года
- Кнессет второго созыва: с 20 августа 1951 года по 15 августа 1955 года
- Кнессет третьего созыва: с 15 августа 1955 года по 30 ноября 1959 года
- Кнессет четвёртого созыва: с 30 ноября 1959 года по 4 сентября 1961 года
- Кнессет пятого созыва: с 4 сентября 1961 года по 22 ноября 1965 года
- Кнессет шестого созыва: с 22 ноября 1965 года по 23 декабря 1968 года (Неполный период)

### Деятельность в правительстве
- Кнессет первого созыва: Министр юстиции
- Кнессет второго созыва: Министр юстиции
- Кнессет третьего созыва: Министр юстиции
- Кнессет четвёртого созыва: Министр юстиции

### Должности в комиссиях
- Кнессет второго созыва: Член комиссии Кнессета
- Кнессет пятого созыва: Член комиссии по иностранным делам и безопасности
- Кнессет шестого созыва: Член комиссии по внутренним делам, член комиссии по иностранным делам и безопасности, член комиссии по образованию и культуре

### Фракции
- Кнессет первого созыва: Прогрессивная партия
- Кнессет второго созыва: Прогрессивная партия
- Кнессет третьего созыва: Прогрессивная партия
- Кнессет четвёртого созыва: Прогрессивная партия, Партия израильских либералов
- Кнессет пятого созыва: Партия израильских либералов, Независимые либералы
- Кнессет шестого созыва: Независимые либералы